# Betsiboka
Pour les articles homonymes, voir Betsiboka (région).
Betsiboka est un fleuve du nord de Madagascar qui a donné son nom à la région homonyme.
L'Ikopa, son principal affluent, arrose la capitale malgache, Antananarivo. 

## Géographie
Il se jette à Majunga, dans la baie de Bombetoka, qui est en fait son estuaire. Il se distingue par la couleur rouge de ses eaux, causée par les sédiments : le fleuve porte d'énormes quantités de limon orange rougeâtre à la mer. Beaucoup de ce limon se dépose à l'embouchure de la rivière ou dans la baie.
Il se produit un phénomène d'érosion très évident et catastrophique au nord-ouest de Madagascar. La suppression de la forêt au profit de l'agriculture et de l'élevage au cours des 50 dernières années y provoque aujourd'hui l'effritement de près de 250 tonnes par hectare annuellement dans certaines zones de l'île ; c'est le bilan le plus lourd enregistré dans le monde.
Il est navigable jusqu'à Ambato-Boeny avec des embarcations de 20 tonnes.

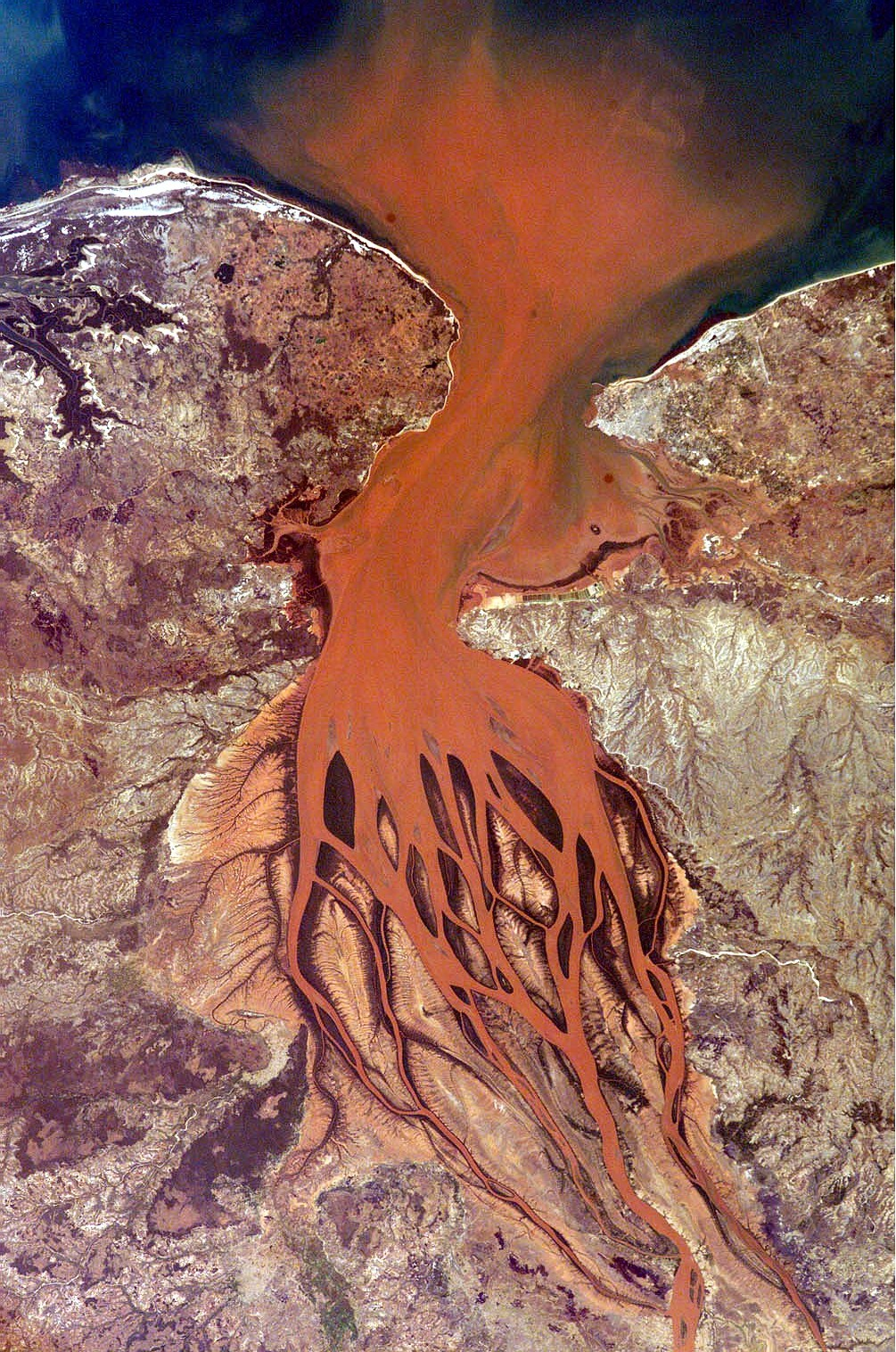
L'estuaire vu de l'espace
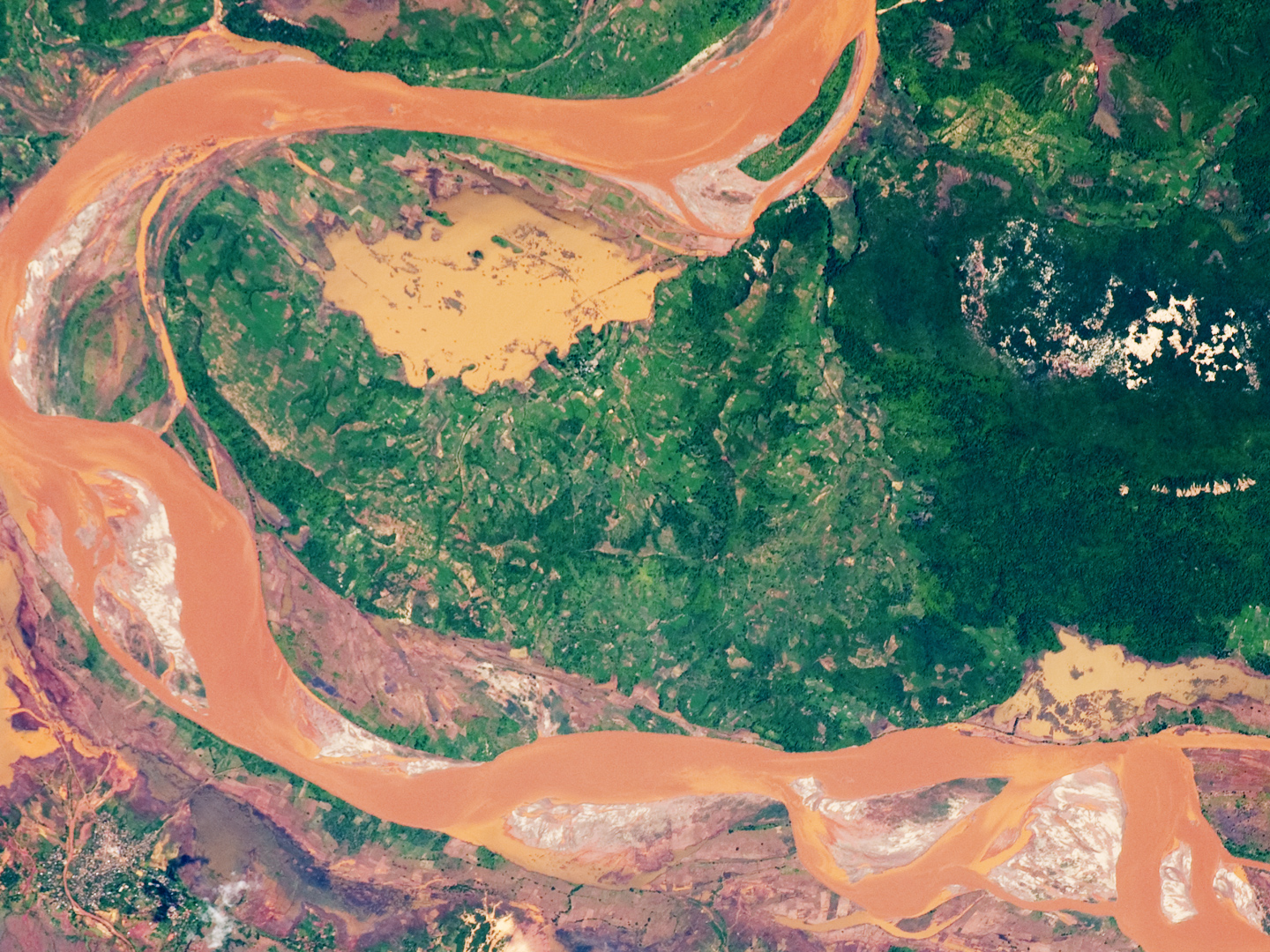
Le fleuve en crue, en janvier
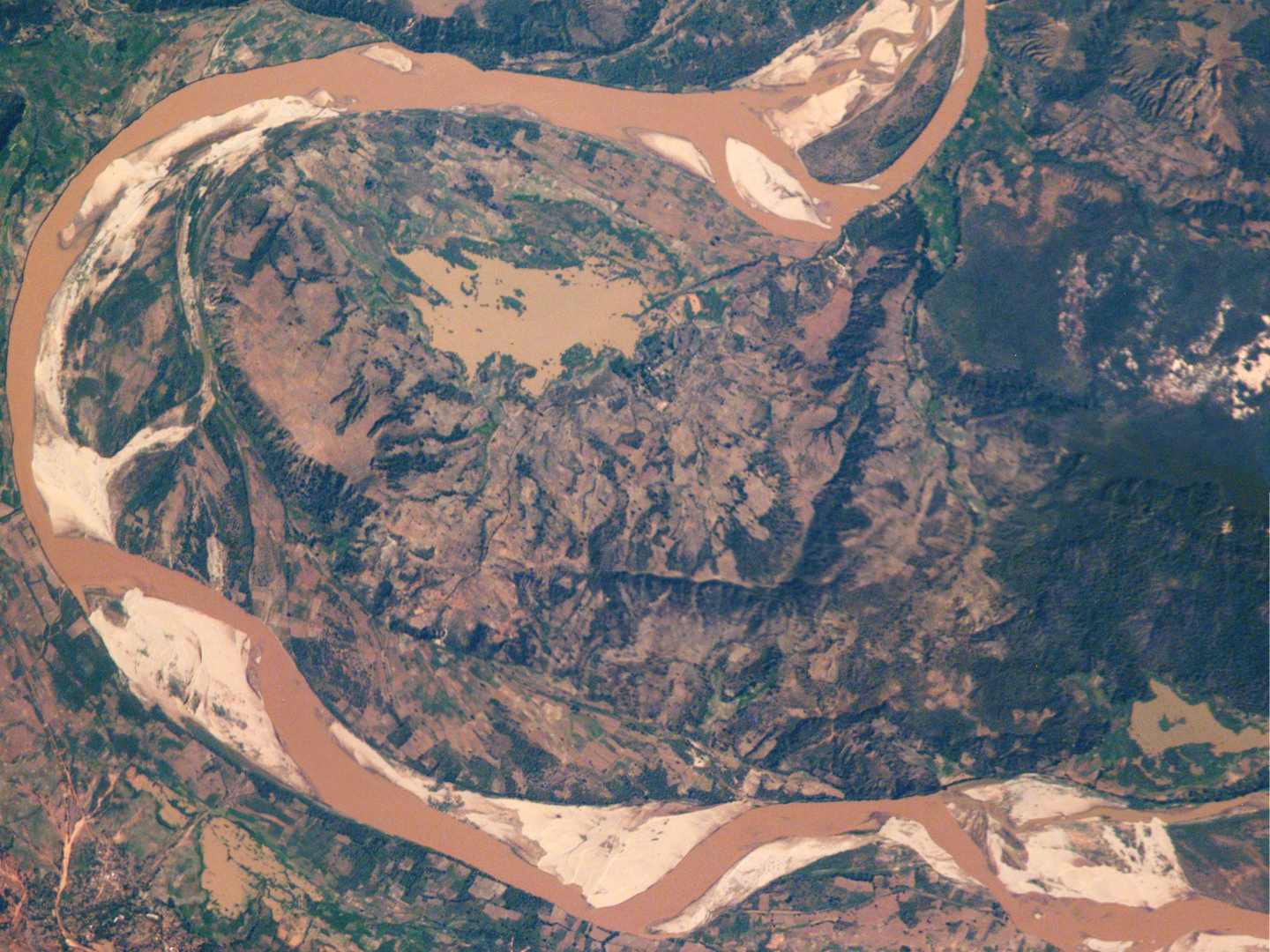
Le fleuve dans des conditions habituelles, en septembre
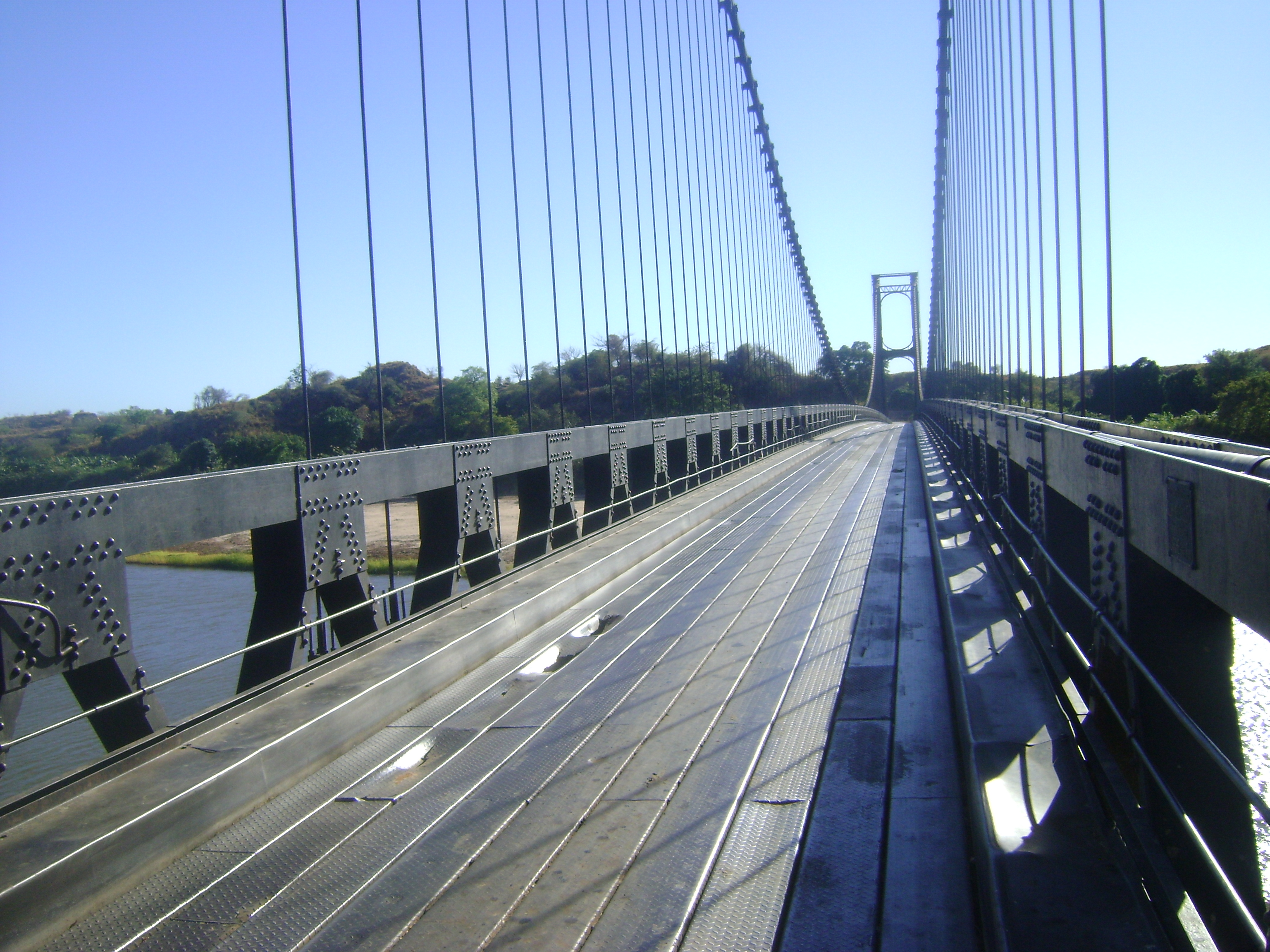
Le pont de Kamoro, plus long pont de Madagascar
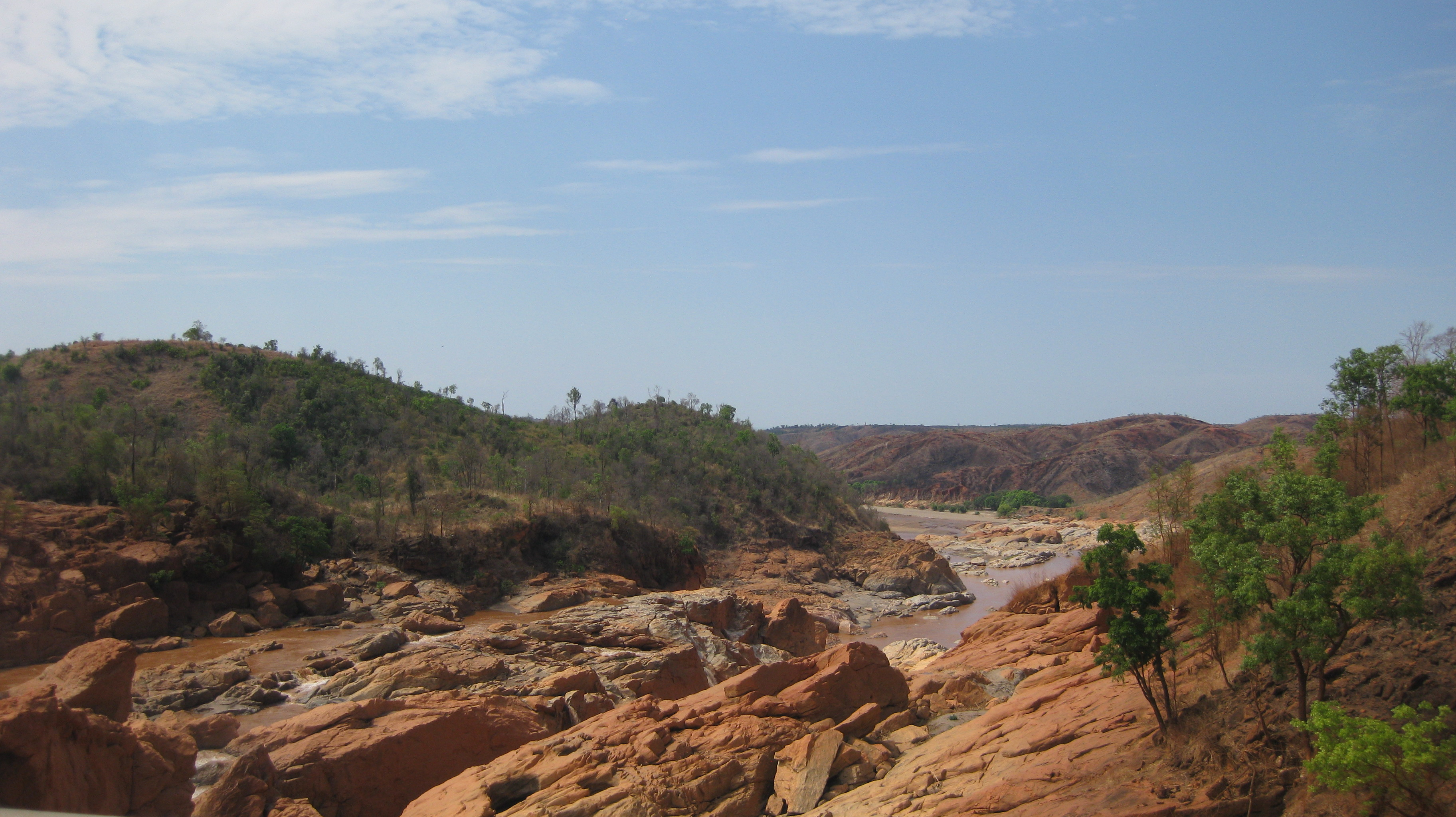
Vue du pont du Betsiboka